# 7,5-cm-Pak 40

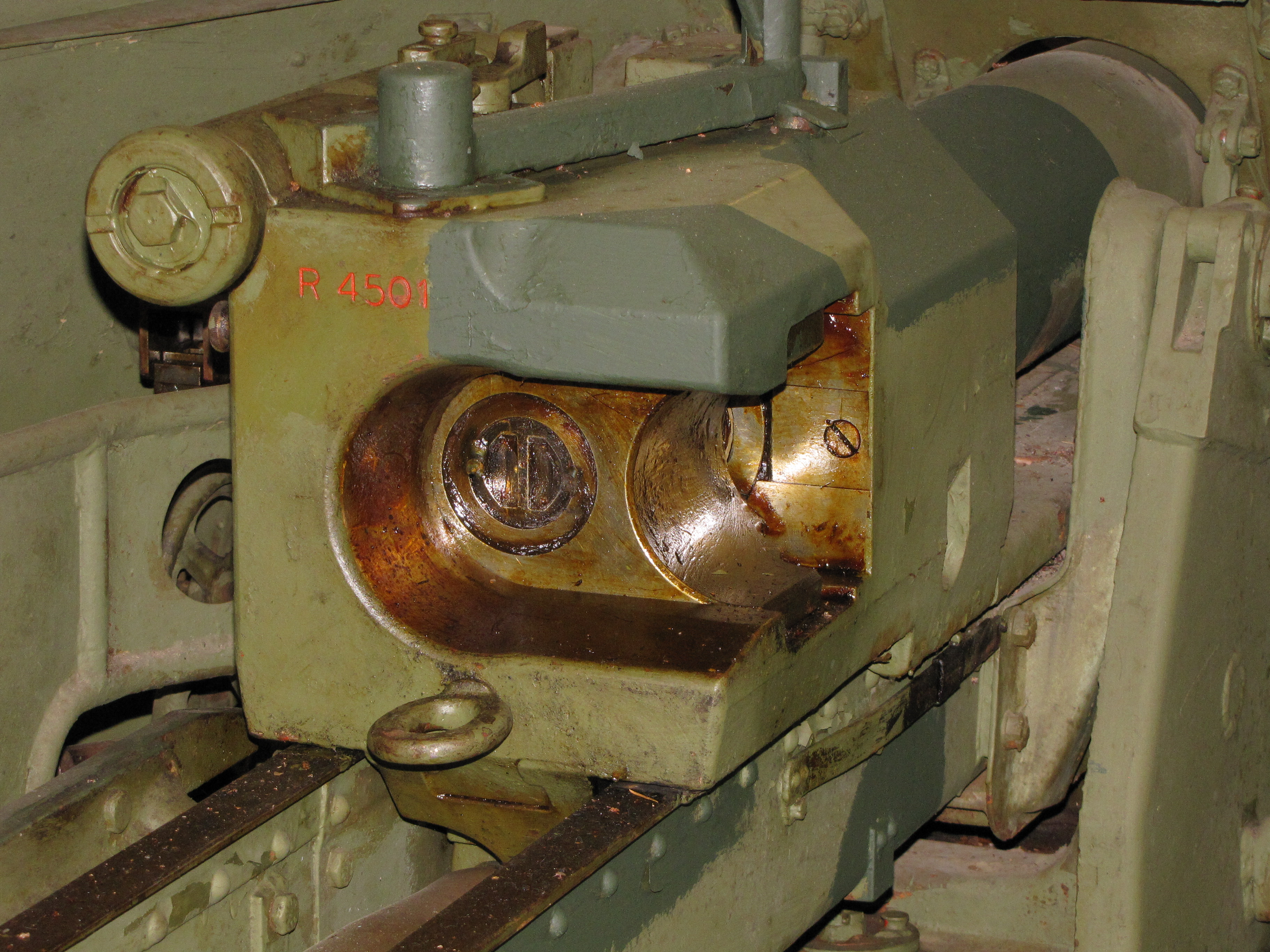
Verschluss der Pak 40

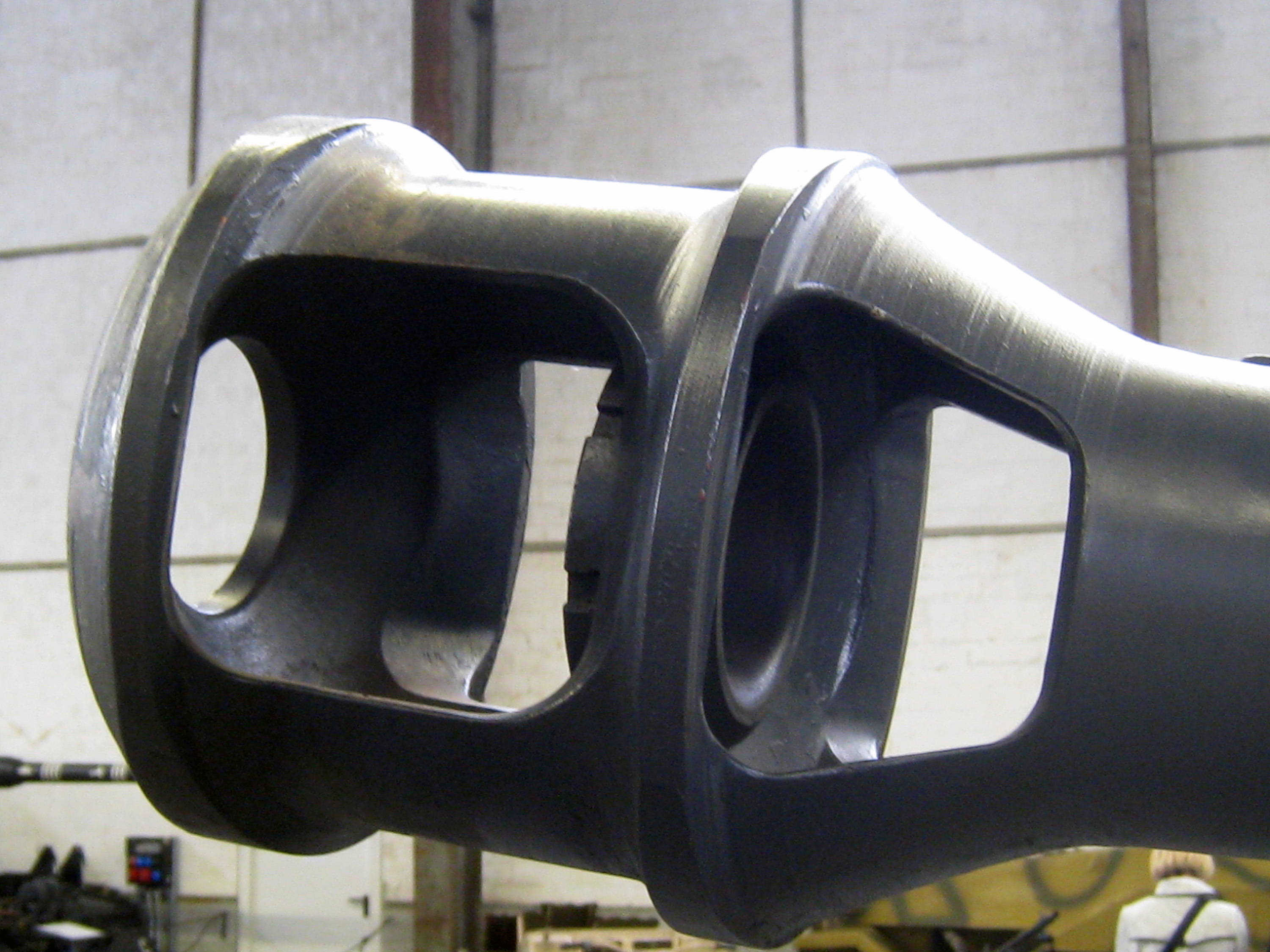
Mündungsbremse einer 7,5-cm-Pak 40

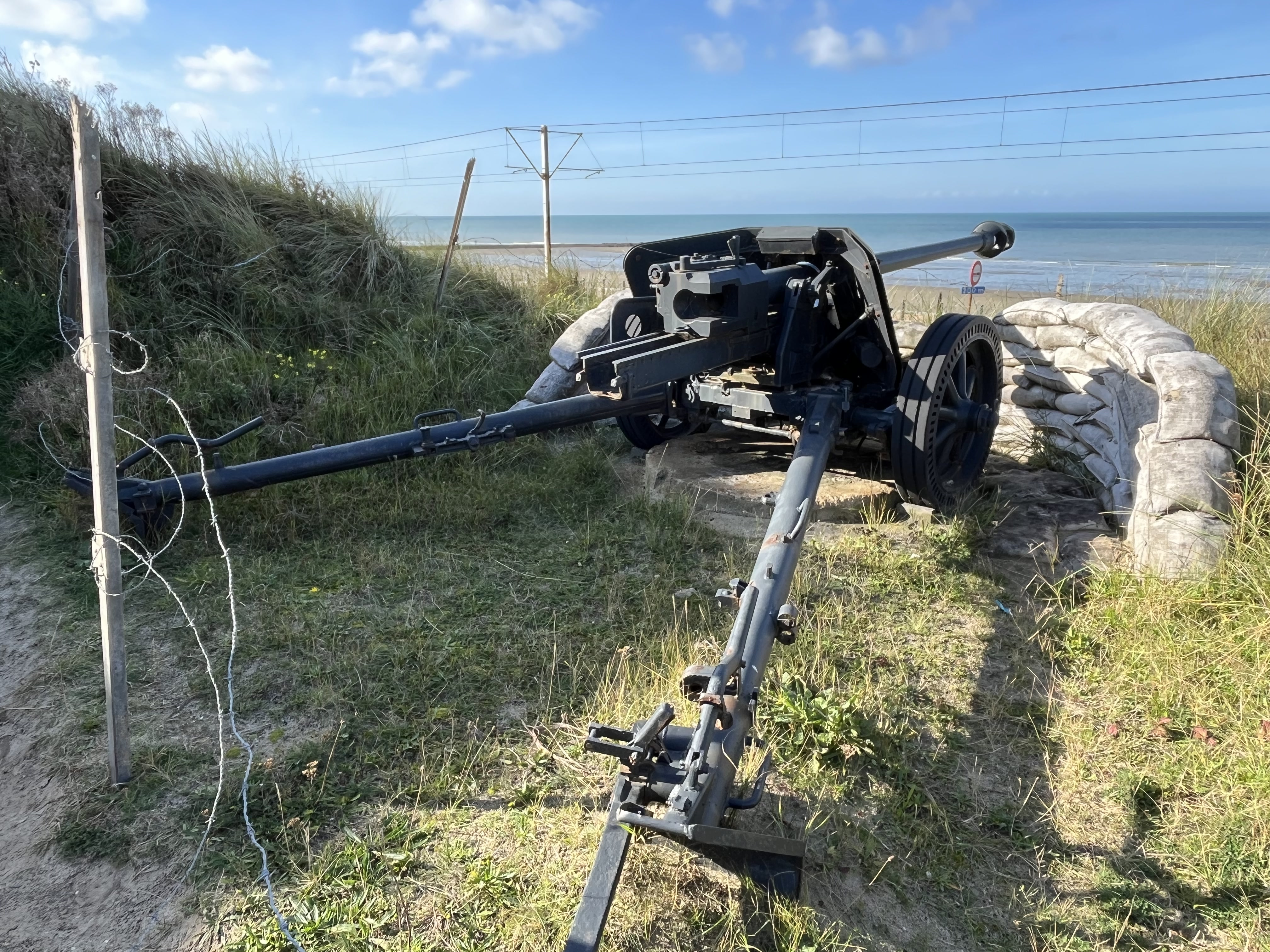
7,5cm Pak 40 - Anstrich einer frühen Ausführung / Atlantikwall Museum Raverside

Die 7,5-cm-Panzerabwehrkanone 40 (Pak 40) war während des Zweiten Weltkrieges ab 1942 eines der am häufigsten verwendeten Panzerabwehrgeschütze der deutschen Wehrmacht.

## Entwicklung und Produktion
Die Pak 40 wurde ab 1939 von Rheinmetall-Borsig in Düsseldorf entwickelt und 1942, erstmals im Februar 1942 im „Überblick zum Rüstungszustand beim Heer“ mit 15 Stück erwähnt, bei der Truppe eingeführt. Neben Rheinmetall-Borsig stellten die Ardeltwerke in Eberswalde, die Gustloffwerke in Weimar und die Ostlandwerke in Königsberg die Pak 40 her. Insgesamt wurden etwa 23.303 (davon 11.728 Stück im Jahre 1944) produziert. Bei einer kalkulierten Fertigungszeit von 2.200 Arbeitsstunden betrug der Herstellungspreis 12.000 Reichsmark.

## Beschreibung
Die Pak 40 hatte eine Spreizlafette mit zwei Rohrholmen und Rädern mit Vollgummibereifung. Das Rohr besaß eine Mündungsbremse. Die Rücklaufbremse und der Vorholer befanden sich in der Rohrwiege. Zwei niedrige schräg abgewinkelte Schutzschilde von je 4 mm Stärke mit 25 mm Abstand und ein nach vorn abklappbarer zusätzlicher Teilschutzschild boten der Bedienung Schutz. Als Zieloptik diente das ZE 38 3 × 8°. Die Lebensdauer eines Rohres betrug ungefähr 6.000 Schuss.

## Munition
| Pak 40                             | PzGr. 39 | PzGr. 40 | Gr. 38HL/B | Sprenggranate 34 |
| Gewicht                            | 6,8 kg   | 4,1 kg   | 4,4 kg     | 5,74 kg          |
| Mündungsgeschwindigkeit            | 792 m/s  | 933 m/s  | 450 m/s    | 550 m/s          |
| Durchschlag bei 60° Auftreffwinkel |          |          |            |                  |
| aus 0 m Entfernung                 | 121 mm   | 137 mm   | 75 mm      |                  |
| aus 500 m Entfernung               | 106 mm   | 115 mm   | 75 mm      |                  |
| aus 1000 m Entfernung              | 94 mm    | 96 mm    | 75 mm      |                  |
| aus 1500 m Entfernung              | 83 mm    | 80 mm    |            |                  |
| aus 2000 m Entfernung              | 73 mm    | 66 mm    |            |                  |
| aus 2500 m Entfernung              |          | 53 mm    |            |                  |
| Durchschlag bei 90° Auftreffwinkel |          |          |            |                  |
| aus 0 m Entfernung                 | 149 mm   | 176 mm   | 75 mm      |                  |
| aus 500 m Entfernung               | 135 mm   | 154 mm   | 75 mm      |                  |
| aus 1000 m Entfernung              | 121 mm   | 133 mm   | 75 mm      |                  |
| aus 1500 m Entfernung              | 109 mm   | 115 mm   |            |                  |
| aus 2000 m Entfernung              | 98 mm    | 98 mm    |            |                  |
| aus 2500 m Entfernung              |          | 83 mm    |            |                  |

Diese Angaben beziehen sich auf homogenen gewalzten Panzererstahl (RHA) und nicht etwa auf gegossenem Stahl wie die Fahrerluke des T-34 oder des SU-122.
- 7,5 cm Pzgr. Patr. 39 – 7,5-cm-Panzergranat-Patrone 1939, panzerbrechend, mit Kappe und ballistischer Haube – Projektil hochexplosiv

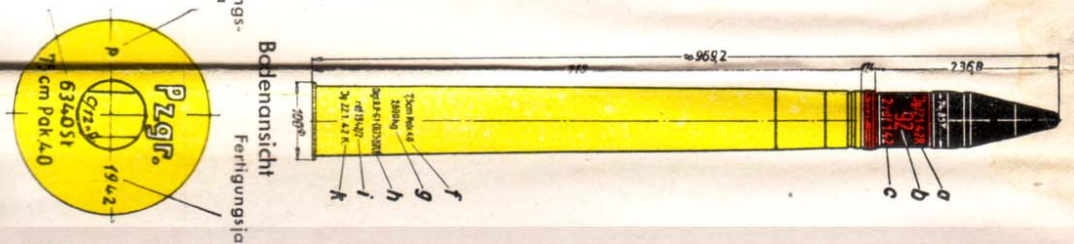

- 7,5 cm Pzgr. Patr. 40 – 7,5-cm-Panzergranat-Patrone 1940 (Wuchtgeschoss, Hartkernmunition oder Hartkerngeschoss) für Panzerjägerkanone 1940

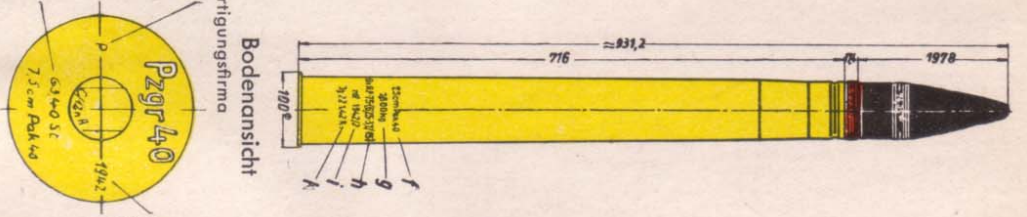

- 7,5 cm Pzgr. Patr. 40 (W) – 7,5-cm-Panzergranat-Patrone 1940 (Weicheisen) (Wuchtgeschoss, Hartkernmunition oder Hartkerngeschoss) für Panzerjägerkanone 1940

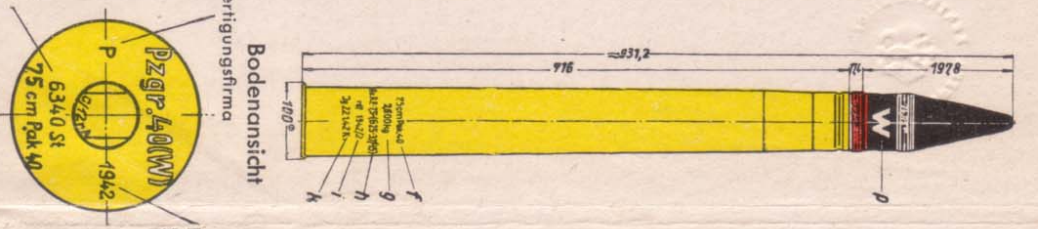

- 7,5 cm Gr. Patr. 38 Hl/B – 7,5-cm-Granat-Patrone 1938 mit Hohlladung, Ausführung B für Panzerjägerkanone 1940

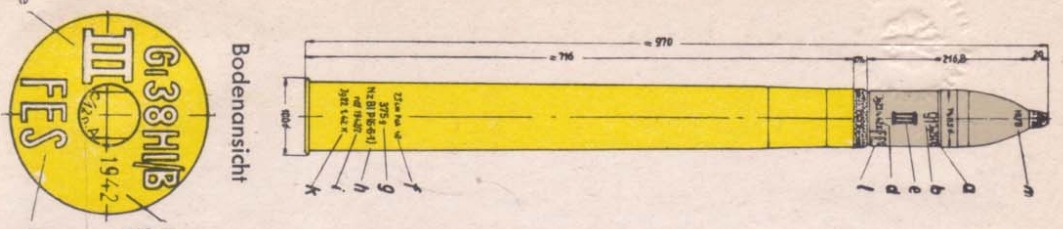

- 7,5 cm Gr. Patr. 38 Hl/C – 7,5-cm-Granat-Patrone 1938 mit Hohlladung, Ausführung C für Panzerjägerkanone 1940

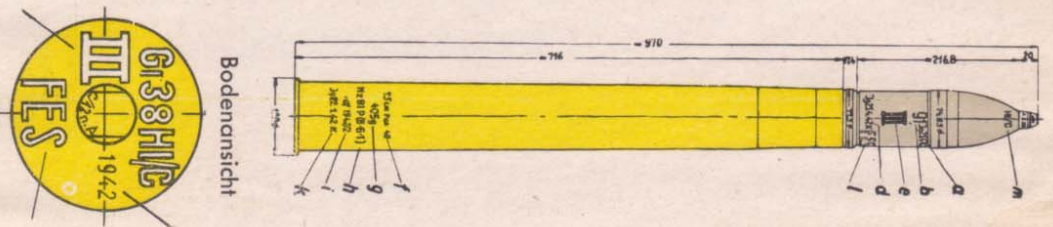

- 7,5 cm Nbgr. Patr. 34 – 7,5-cm-Nebelgranat-Patrone für Panzerjägerkanone 1940

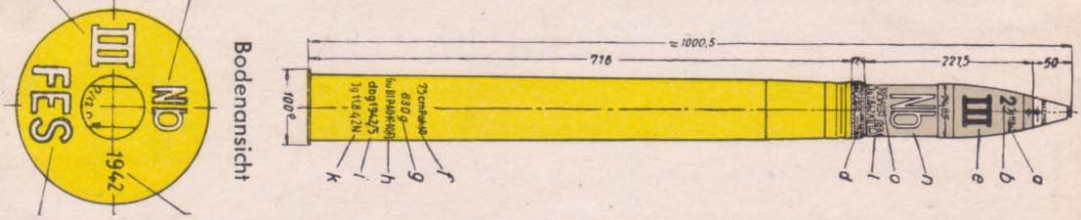

- 7,5 cm Sprgr. Patr. 34 – 7,5-cm-Sprengranat-Patrone 1934 (mit Sprengsatz hochexplosiv - HE) für Panzerjägerkanone 1940

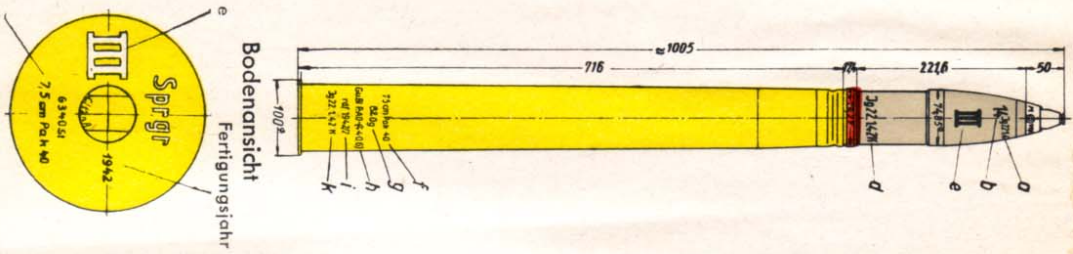

- Luftdichter Patronenbehälter für die 7,5 cm Munition der Panzerjägerkanone 1940

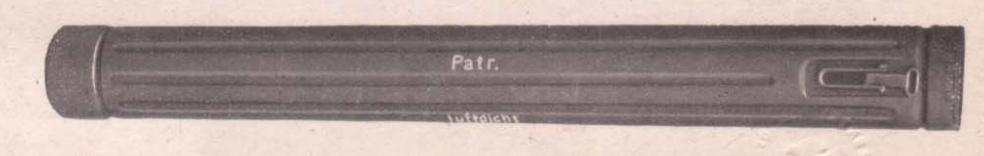

## Einsatz

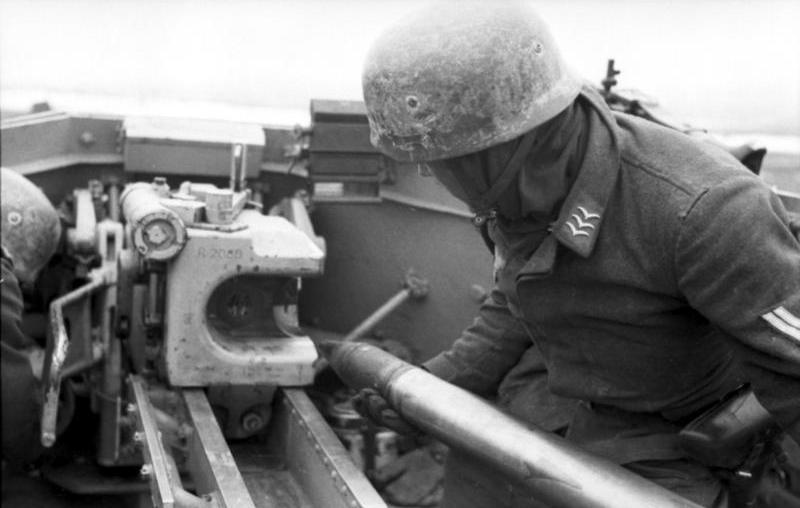
Fallschirmjäger beim Laden, 1943 Russland

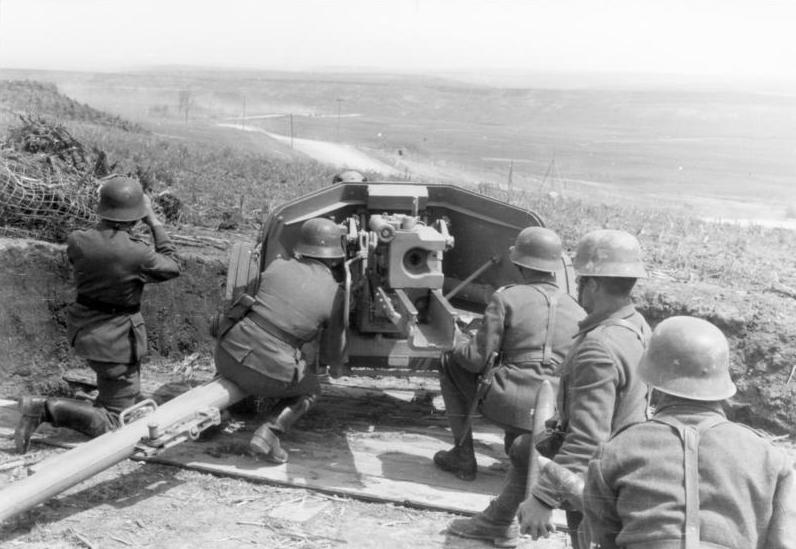
7,5-cm-Pak 40 in Stellung auf einem Hügel

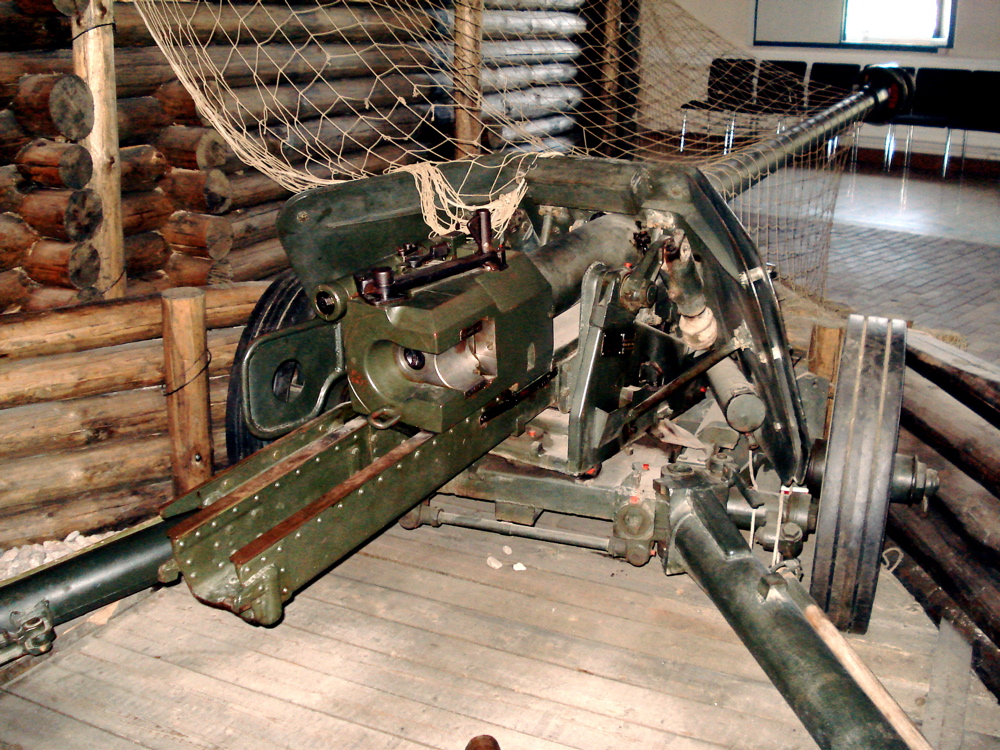
Finnland, Pak 40

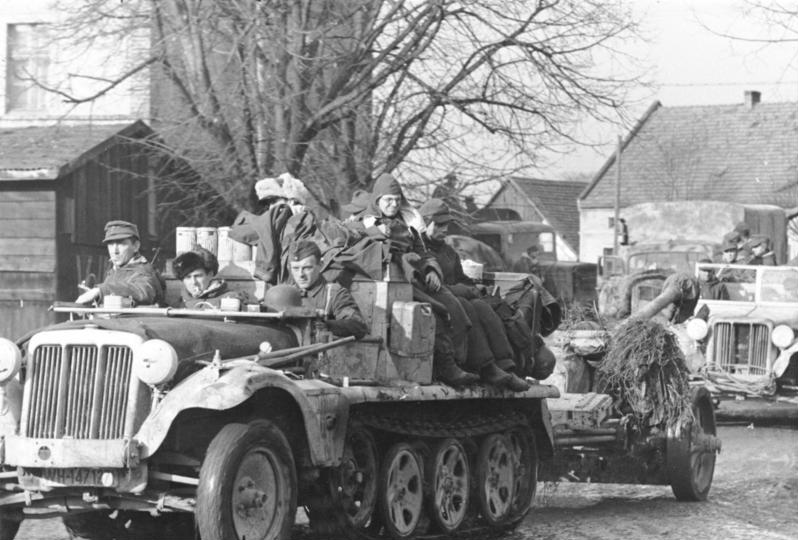
Deutsche Truppen mit Sd.Kfz. 10 und angehängter 7,5-cm-Pak beim Rückzug nach Breslau, 1945

Mit dem vermehrten Einsatz gut gepanzerter sowjetischer Panzer wie T-34, KW-1 und KW-2 war die ab Mitte 1940 nach dem Frankreichfeldzug eingeführte 5-cm-Pak 38 der Wehrmacht nicht mehr ausreichend in der Lage, ihre Rolle zu erfüllen. Die Panzerung des T-34 konnte von diesem Geschütz nur auf äußerst geringe Entfernung durchschlagen werden. Die bei manchen Einheiten noch eingesetzte 3,7-cm-Pak erwies sich mit regulärer Munition sogar als weitgehend unwirksam.
Mit Beginn des Jahres 1942 lief dann die Serienfertigung der Pak 40 L/46 an. Schon im März 1942 vermerkt der für die Rüstung zuständige Minister Speer über eine Besprechung mit Hitler, dass die Fertigung der Pak 40 schnellstens zu erhöhen sei. Der Nachteil gegenüber ihren kleineren Vorgängern war allerdings, dass sie mit ihren über 1,4 t Gewicht nicht mehr im Mannschaftszug bewegt werden konnte. Die 7,5-cm-Pak 40 benötigte daher mindestens einen Leichten Zugkraftwagen 3 t (Sd.Kfz. 11), um in Stellung gebracht werden zu können.
Auch im Gebirge oder bei Schnee konnte die Panzerjägerkanone 40 transportiert werden. Dazu wurde diese in zerlegt und auf drei Heeresschlitten (Hs. 5), welche ab 1942 zur Verfügung standen, verlastet.

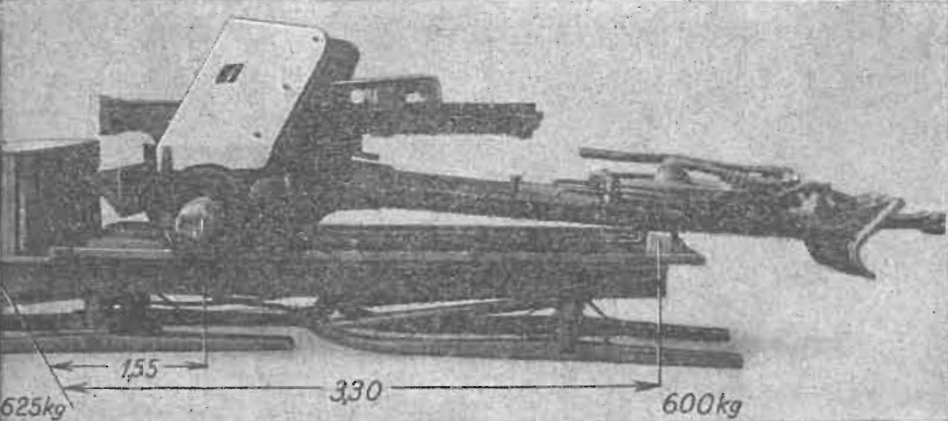
Die Lafette der Panzerjägerkanone auf dem ersten Hs. 5
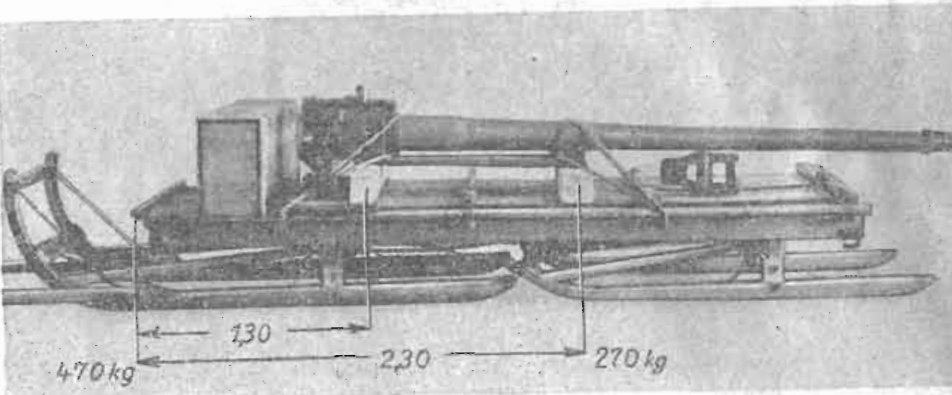
Das Rohr und Mündungsbremse auf dem zweiten Hs. 5
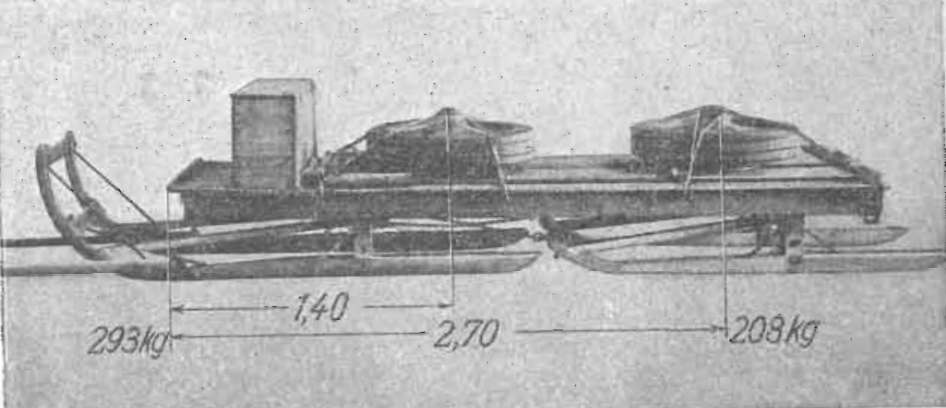
Die Räder und Zubehör auf dem dritten Hs. 5

Nach einer Anforderung des Deutschen Afrikakorps, welches motorisierte Geschütze benötigte, wurde entschieden, das Geschütz auf die vorhandenen französische Lorraine-Schlepper zu montieren. Diese Konstruktion sollte, mit den anderen 7,5-cm-Pak auf Beutefahrgestellen, als Marder I bekannt werden. Sie wurde schließlich auch die Bewaffnung der folgenden Selbstfahrlafetten Marder II, Marder III und 7,5-cm-Pak auf RSO.
Ein taktischer Nachteil der 7,5-cm-Pak 40 betraf die Mündungsbremse. Durch den vom seitlichen Austritt der Mündungsgase aufgewirbelten Staub konnte die Stellung einer Pak verraten werden. Das hohe Gefechtsgewicht von 1425 kg führte zu starken Verlusten, so zeigten die Monate Juli und August 1944, während der Invasionskämpfe in der Normandie und der Offensive der Roten Armee bei der Heeresgruppe Mitte, jeweils mehr als 1200 Geschütze als Totalverlust.
In den Jahren 1943 und 1944 bildete die Pak 40 das Rückgrat der deutschen Panzerabwehr. Mit zunehmender Dauer des Krieges wurde deutlich, dass auch die 7,5-cm-Pak und ihre Abarten nicht mehr alle feindlichen Panzer bekämpfen konnten. An der Ostfront erschienen ab Mitte 1944 neue schwere Panzertypen wie die sowjetische IS-Serie, welche die Pak 40 nur mit Schwierigkeiten bekämpfen konnte.
Die 7,5-cm-Pak wurde nach dem Krieg noch einige Jahre von den Armeen in Österreich, Finnland und der Tschechoslowakei verwendet.

## Ausführungen

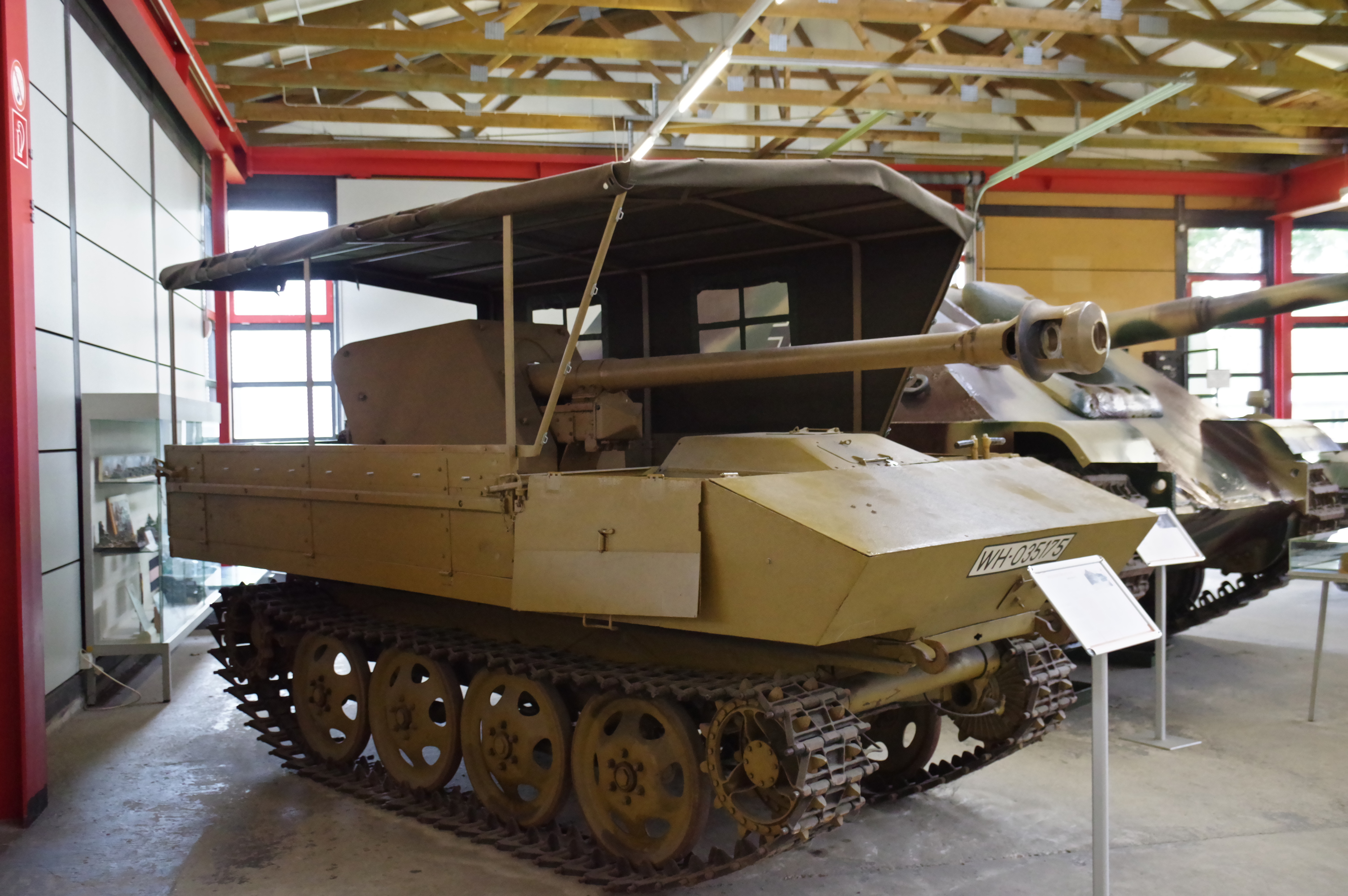
RSO/2 mit PaK40

Die geheime „Geräteliste“ der Wehrmacht führt per Stand 12. April 1945 folgende Varianten auf:
- 7,5-cm-Pak 40
- 7,5-cm-Pak 40/1 (Selbstfahrlafette Lorraine-Schlepper (Marder I))
- 7,5-cm-Pak 40/2 (Selbstfahrlafette II (Marder II))
- 7,5-cm-Pak 40/3 (Selbstfahrlafette 38 (Marder III))
- 7,5-cm-Pak 40/4 (Selbstfahrlafette RSO/2 (Raupenschlepper Ost))
- 7,5-cm-Pak 40/5 (gestrichen am 10. Mai 1944 (Projekt auf Zugkraftwagen 3t))
- Kanone 7 M 59
- 7,5-cm-Sockel-Pak 40/6
- Feldkanone 7 M 85 (Bespannt)
- 7,5-cm-Pak 40 in Lafette, Marine 39/43

Dazu kommen die in der Geräteliste nicht aufgeführten Panzerjäger-Fahrzeuge auf G.W. Hotchkiss H-39 (f), auf G.W. FCM 36 (f), auf SOMUA MCG, auf m.SPW Sd.Kfz. 251/22, auf Panzerspähwagen Sd.Kfz. 234 und die 7,5-cm-Pak 40 M in Marine-Lafette 39/43.
Die beiden erwähnten Kanonen 7 M 59 und 7 M 85 (Bsp.) sollten in Artillerieverbänden zum Einsatz kommen, es wurde jeweils nur eine kleinere Zahl der Geschütze gefertigt.
In abgewandelter Form (geänderte Rohrlänge, andere Munition) wurden Geschütze dieses Typs auch in den späteren Versionen des Panzerkampfwagen IV als 7,5-cm-KwK 40 L/43 und ab 1943 mit leicht verlängertem Rohr als KwK 40 L/48 eingesetzt. Speziell für den Einbau in Sturmgeschütze angepasst hieß sie 7,5-cm-StuK 40 L/43 bzw. L/48 und fand im StuG III sowie im StuG IV Verwendung. Eine Version der 7,5-cm-Pak mit der Bezeichnung 7,5-cm-Pak 39 L/48 wurde auch im Jagdpanzer 38 verwendet, allerdings ohne Mündungsbremse, aber mit einer verbesserten Rohrrücklaufbremse.
Außerdem wurde die Pak 40L mit vergrößerter Mündungsbremse und einem elektropneumatischen Lademechanismus mit 26 Schuss Munitionsvorrat als Hauptwaffe in dem Erdkampfflugzeug Henschel Hs 129 B-3/Wa verwendet.